# Gare de Vaskiluoto
La gare de Vaskiluoto (en finnois : Vaskiluodon rautatieasema) est une gare ferroviaire finlandaise située dans le quartier Satama de  Vaasa en Finlande.

## Histoire
La ligne menant à Vaasa est ouverte en 1883 et la ligne sera prolongée jusqu'au port de Vaskiluoto sept ans plus tard . 
Les deux tiers du coût de la ligne ont été payés par l'État et le reste par la ville . 
Un bâtiment de gare conçu par Bruno Granholm est construit sur le site. 
Il y a eu du trafic passagers sur la ligne à trois reprises : en 1965, en 1972-1973, et le plus long en 1977-1992. 
Une halte pour le trafic de passagers dans la zone portuaire a fonctionné en 1985-1992 sous le nom de port de Vaasa. 
Le bâtiment de la gare est classé par la direction des musées de Finlande parmi les sites culturels construits d'intérêt national en Finlande.